# N-AMPS
N-AMPS (Narrow-bandwidth AMPS ang.) – wersja analogowego systemu telefonii komórkowej, która została wprowadzona przez firmę Motorola w 1991 roku. System jest rozwinięciem  systemu AMPS, w którym szerokość pasma na jeden kanał wynosiła 30kHz a w systemie N-AMPS szerokość pasma wynosiła 10kHz. N-AMPS zapewniał wykorzystanie węższego pasma oferował  trzykrotnie większą liczbę dostępnych kanałów.